# Oleśnica (powiat słupecki)
Oleśnica (niem. Emilienheim) – wieś w Polsce położona w województwie wielkopolskim, w powiecie słupeckim, w gminie Zagórów.
| SIMC    | Nazwa            | Rodzaj    |
| ------- | ---------------- | --------- |
| 0301569 | Oleśnica-Folwark | część wsi |

Wieś duchowna, własność opata cystersów w Lądzie pod koniec XVI wieku leżała w powiecie konińskim województwa kaliskiego. Dawniej siedziba gmin Emilienheim i Oleśnica. W latach 1975–1998 miejscowość należała administracyjnie do województwa konińskiego.